# Gooik-Geraardsbergen-Gooik
La Gooik-Geraardsbergen-Gooik è una corsa in linea femminile di ciclismo su strada che si tiene annualmente in Belgio, tra le provincie del Brabante Fiammingo e delle Fiandre Orientali. La corsa fa parte del Calendario internazionale femminile UCI come prova di classe 1.1 (classe 1.2 fino al 2013).

## Albo d'oro
Aggiornato all'edizione 2018.
| Anno | Vincitrice        | Seconda             | Terza                     |
| ---- | ----------------- | ------------------- | ------------------------- |
| 2011 | Marianne Vos      | Marieke van Wanroij | Amy Pieters               |
| 2012 | Liesbeth De Vocht | Sharon Laws         | Elisa Longo Borghini      |
| 2013 | Emma Johansson    | Maaike Polspoel     | Iris Slappendel           |
| 2014 | Marianne Vos      | Emma Johansson      | Elisa Longo Borghini      |
| 2015 | Gracie Elvin      | Ellen van Dijk      | Mayuko Hagiwara           |
| 2016 | Gracie Elvin      | Lotte Kopecky       | Élise Delzenne            |
| 2017 | Marianne Vos      | Ellen van Dijk      | Maria Giulia Confalonieri |
| 2018 | Sarah Roy         | Gracie Elvin        | Elisa Balsamo             |